# Afshin Ghotbi
Afshin Ghotbi (افشین قطبی en persan) est un entraîneur iranien de football né le 8 février 1964 à Téhéran.

## Biographie

### Débuts aux États-Unis
Il a obtenu son baccalauréat de sciences en électrotechnique à l'université de Californie.
Il a été assistant de l'entraîneur de l'équipe des États-Unis de soccer et du Galaxy de Los Angeles.

### En Corée du Sud et en Iran
Avant d'aller en Iran, Afshin Ghotbi a été l'assistant de l'entraîneur de l'équipe de Corée du Sud.
Ghotbi a entraîné l'équipe du Persépolis FC. Cette équipe a réussi à obtenir le titre de champion avec lui dans le championnat d'Iran.
À son retour en Iran, dans quelques journaux était écrit que Afshin Ghotbi était le fils de Reza Ghotbi, le cousin de Farah Pahlavi. D'autres journaux prétendaient que son père était un enseignant. Afshin Ghotbi n'a jamais nié explicitement aucune de ces nouvelles.
Pour la saison 2008-2009, il est entraîneur du Persépolis FC jusqu'à début avril 2009 où il est nommé sélectionneur de l'Iran.

### Vancouver FC au Canada
Le 2 novembre 2022, Ghotbi est nommé entraîneur du Vancouver FC, dernière franchise de Première ligue canadienne qui connait sa saison inaugurale en 2023.